# Liu Yuning
Liu Yuning (en chino simplificado= 刘宇宁, chino tradicional= 劉宇寧, pinyin= Liú Yǔníng) es un cantante y actor de china continental. Es miembro del grupo Modern Brothers.

## Carrera

### Música
Desde 2014 es miembro del grupo "Modern Brothers" (摩登兄弟) junto a A Zhuo y Da Fei. El 17 de agosto de 2018 celebraron su primer evento de club de canto fuera de línea en el centro de exposiciones de la estación central de Guangzhou.
El 19 de octubre del mismo año asistió al "2018 Zhejiang Television's Autumn Gala" con su banda Modern Brothers.
El 15 de septiembre del mismo año lanzó su primer sencillo en solitario "Imagine".
En 2019 el grupo realizó su primera gira de conciertos en 5 ciudades de agosto a noviembre, sin embargo la última gira agendada para el 14 de febrero de 2020 en Wuhan, tuvo que posponerse debido a la pandemia de COVID-19.
El 21 de marzo de 2021, se lanzó "Magical Surprise" (奇妙 的 惊喜), el nuevo tema musical que Liu cantó para el quinto aniversario de Shanghai Disneyland, convirtiéndose en el primer cantante pop chino masculino en cantar un tema musical chino para Disney.

### Televisión
En 2010 participó en el proframa Super Boy de Hunan Television, sin embargo fue eliminado en la etapa de audición y no pudo avanzar.
El 31 de marzo de 2021 se unió al elenco principal de la serie The Long Ballad donde da vida a Hao Dou, un soldado y el subordinado y confidente de Du Ruhui (Cheng Taishen), quien está dispuesto a hacer lo que sea con tal de proteger a la Princesa Li Leyan (Zhao Lusi) de quien está profundamente enamorado, hasta el final de la serie el 3 de mayo del mismo año.
En julio del mismo año se anunció que se había unido al elenco principal de la serie Legend of Anle donde interpretará a Luo Mingxi.

## Filmografía

### Series de televisión
| Año             | Título                       | Personaje     | Notas                |
| --------------- | ---------------------------- | ------------- | -------------------- |
| TBA             | Medal of the Republic        | -             |                      |
| TBA             | The King of Light in Zichuan | -             |                      |
| TBA             | Legend of Anle               | Luo Mingxi    | [ 4 ]                |
| TBA             | Heroes                       | Bai Choufei   |                      |
| 2022 - presente | The Gate of Renewal          | -             |                      |
| 2021            | The Long Ballad              | Hao Dou       | 49 episodios         |
| 2020            | The Lost Tomb: Ultimate Note | Hei Yanjing   | 36 episodios         |
| 2020            | Love Yourself                | Dr. He Han    | (aparición especial) |
| 2019            | Hot-blooded Youth            | Wei Chengfeng | [ 5 ] [ 6 ]          |
| -               | Qin Thief Youdao             | -             | (serie web)          |
| -               | Kidnapped Anchorwoman        | -             | (serie web)          |

### Películas
| Año  | Título                       | Personaje | Notas                                                     |
| ---- | ---------------------------- | --------- | --------------------------------------------------------- |
| 2019 | Line Walker 2: Invisible Spy | Bill      | junto a Nick Cheung, Louis Koo, Francis Ng y Jiang Peiyao |
| 2018 | Romantic Zhengxing Shi       | Xiao Ning |                                                           |
| 2017 | Secret Imprisonment          | -         |                                                           |
| 2017 | Qin Thief has a Way          | -         |                                                           |
| 2016 | Class Nine Five 2            | -         |                                                           |

### Programas de variedades
| Año              | Programa                          | Notas                                        |
| ---------------- | --------------------------------- | -------------------------------------------- |
| 2019, 2020, 2021 | Happy Camp                        | 5 episodios - invitado                       |
| 2021             | Infinite Idol (无限偶像)          | presentador                                  |
| 2020             | Go Fighting! S6                   | (ep. #8-10) - invitado                       |
| 2020             | Chinese Restaurant S4             | (ep. #6-12) - invitado                       |
| 2020             | Junior Chefs 100                  | miembro                                      |
| 2019             | Day Day Up                        | invitado                                     |
| 2019             | Our Song                          | participante                                 |
| 2019             | My Brilliant Masters (我们的师父) | 12 episodios - miembro                       |
| 2019             | Sweet Tasks (甜蜜的任务)          | (ep. #1) - invitado                          |
| 2019             | Singer 2019                       | participante - "Challenger Singer Candidate" |
| 2018             | Mask Singer                       | participante                                 |
| 2018             | Finding Gold Song                 | invitado                                     |
| 2018             | Setting Out for Happiness         | invitado                                     |
| 2010             | Super Boy                         | participante                                 |

### Eventos
| Año  | Título                                            | Notas                   |
| ---- | ------------------------------------------------- | ----------------------- |
| 2020 | Chinese Top Ten Music Awards (东方风云榜音乐盛典) |                         |
| 2019 | BAZAAR Stars’ Charity Night                       | [ 7 ]                   |
| 2018 | Jiangsu Television's 2019 New Year Concert        |                         |
| 2018 | 2018 Zhejiang Television's Autumn Gala            | junto a Modern Brothers |

### Revistas / sesiones fotográficas
| Año  | Título                           | Notas |
| ---- | -------------------------------- | ----- |
| 2020 | Q China                          |       |
| 2020 | NYLON China (尼龙)               |       |
| 2020 | 时装 L'OFFICEL China             |       |
| 2019 | 城市画报                         |       |
| 2019 | Harper's Bazaar China (时尚芭莎) |       |
| 2019 | 南都娱乐周刊                     |       |
| 2019 | 芭莎男士                         |       |

## Discografía

### Studio Album
| Año                     | Título         | Canciones                          | Escritor     | Letra                   | Compositor    | Notas |
| ----------------------- | -------------- | ---------------------------------- | ------------ | ----------------------- | ------------- | ----- |
| 15 de diciembre de 2019 | Ten (十 / Shi) | 1. Contrary (明明)                 | Zhong Wanyun | -                       | -             |       |
| 15 de diciembre de 2019 | Ten (十 / Shi) | 2. Adore (十分喜欢)                | -            | Lan Xiaoxie             | Penny Dai     |       |
| 15 de diciembre de 2019 | Ten (十 / Shi) | 3. Praying (黑夜一束光)            | -            | Yitong/Yutian           | Yutian        |       |
| 15 de diciembre de 2019 | Ten (十 / Shi) | 4. Till The End (啊默契)           | -            | Katie Lee               | Wu Tsing-Fong |       |
| 15 de diciembre de 2019 | Ten (十 / Shi) | 5. Empathy (同温层)                | Lala Hsu     | -                       | -             |       |
| 15 de diciembre de 2019 | Ten (十 / Shi) | 6. Mirage (盗梦)                   | Tang Hanxiao | -                       | -             |       |
| 15 de diciembre de 2019 | Ten (十 / Shi) | 7. My O My                         | Yutian       | -                       | -             |       |
| 15 de diciembre de 2019 | Ten (十 / Shi) | 8. You Know Nothing (你怎么又懂了) | -            | Wang Tianfang (FrankiD) | Kim Dong-Yeol |       |
| 15 de diciembre de 2019 | Ten (十 / Shi) | 9. The Opposite (往世界反方向走)   | -            | David Ke                | Tanya Chua    |       |
| 15 de diciembre de 2019 | Ten (十 / Shi) | 10. No Need to Miss (不需要想念)   | Yutian       | -                       | -             |       |

### EP
| Año         | Título              | Canción                                                                                            | Notas |
| ----------- | ------------------- | -------------------------------------------------------------------------------------------------- | ----- |
| 2020        | Listen∙Ning Trilogy | 1. Loyal Audience (忠实观众) 2. Hope You Are Well (别来无恙） 3. Handwritten Fairy Tale (手写童话) |       |
| 2019 - 2020 | Promise （如约）    | 1. Promise (如约) 2. Satellite Lover (人造卫星情人) 3. One Side (一边) 4. An Island (一座岛)       |       |

### Singles
| Año                      | Canción                        | Álbum / EP                | Notas                                                        |
| ------------------------ | ------------------------------ | ------------------------- | ------------------------------------------------------------ |
| 2021                     | Magical Surprise (奇妙的惊喜)  | -                         | (Tema musical del quinto aniversario de Disneyland Shanghai) |
| 2020                     | Flying on Paper (纸上飞行)     | -                         | junto a CORSAK (胡梦周)                                      |
| 2020                     | Stay Up Late (熬夜)            | -                         |                                                              |
| 2020                     | Classics Passed S3             | -                         | (4.º. episodio)                                              |
| 2020                     | Howlin (颠倒的梦)              | -                         | junto a Far East Movement                                    |
| 2020                     | New Year's Song (过年的歌)     | -                         |                                                              |
| 21 de mayo de 2020       | An Island (一座岛)             | 4.ª. canción de "Promise" |                                                              |
| 28 de abril de 2020      | One Side (一边）               | 3.ª. canción de "Promise" |                                                              |
| 2019                     | Satellite Lover (人造卫星情人) | 2.ª. canción de "Promise" |                                                              |
| 2019                     | That Girl (remix）             | -                         | junto a Olly Murs y CORSAK (胡梦周)                          |
| 2019                     | Not Asking (不求)              | -                         |                                                              |
| 2019                     | Beggar (乞丐)                  | -                         |                                                              |
| 15 de septiembre de 2018 | Imagine (想象)                 | -                         | (1.er. sencillo)                                             |

### OST
| Año  | Canción                                                                | Álbum                                                                | Notas                                            |
| ---- | ---------------------------------------------------------------------- | -------------------------------------------------------------------- | ------------------------------------------------ |
| 2021 | Fireworks of Stars (煙花星辰)                                          | OST Pt.1 de "You Are My Glory"                                       | [ 8 ]                                            |
| 2021 | You Said Love (你说爱情啊)                                             | Tema musical de "Young and Beautiful" (我的漂亮朋友)                 |                                                  |
| 2021 | A Love Like Before (一愛如故)                                          | Tema musical de "The Long Ballad"                                    |                                                  |
| 2021 | You Have Me (你是我所有)                                               | Tema musical de "Love Scenery" (良辰美景好时光)                      |                                                  |
| 2021 | Nostalgia (眷恋)                                                       | Tema musical de "You Are My Hero" (我是你的城池壁垒)                 |                                                  |
| 2021 | Could Have (本可以)                                                    | Tema musical de "Si Teng" (Rattan, 司藤)                             |                                                  |
| 2021 | Heavenly Questions (Tian Wen) (天问)                                   | Tema musical de "Word of Honor" (山河令)                             |                                                  |
| 2021 | Under the Dome (苍穹之下)                                              | Tema musical de "Douluo Continent" (斗罗大陆)                        | (también conocida como "Beneath the Firmament")  |
| 2021 | Symphony of Waves (巨浪的交响)                                         | Tema musical de "To Be With You" (约定)                              | (colaboración)                                   |
| 2021 | Young and Promising (青年有为)                                         | Tema musical de "To Be With You" (约定)                              |                                                  |
| 2021 | Palpitation (心动)                                                     | Tema musical de "Dt.Appledog's Time Pt.2"                            |                                                  |
| 2021 | The Reason Why Love (爱情之所以)                                       | Tema musical de "Fighting Youth" (正青春)                            |                                                  |
| 2021 | What If (果如)                                                         | Tema musical de "Vacation of Love" (假日暖洋洋)                      |                                                  |
| 2020 | Love and Redemption                                                    | OST de "Love and Redemption"                                         | [ 9 ]                                            |
| 2020 | Chinese Flavor                                                         | OST de "Chinese Restaurant S4"                                       | junto a Huang Xiaoming, Zhao Liying y Casper Chu |
| 2020 | No Extravagance (无华)                                                 | OST de "Legend of Fei" (有翡)                                        | junto a Jane Zhang                               |
| 2020 | See You When the Wind Blows (风起时再见)                               | Tema musical de "The Burning River" (迷雾追踪)                       |                                                  |
| 2020 | Ming Ming You Sheng (冥冥有声)                                         | Tema musical de "The Lost Tomb: Ultimate Note" (终极笔记)            |                                                  |
| 2020 | I Do (我愿意)                                                          | Tema musical de "Lost and Love" (最初的相遇，最后的别离)             |                                                  |
| 2020 | A Good Guy (挺好个人呐)                                                | OST de "My People, My Homeland"                                      | (película)                                       |
| 2020 | Heroes in Harm's Way                                                   | Tema musical de "Heroes in Harm's Way" (最美逆行者)                  | (primer episodio)                                |
| 2020 | Just Want to Hold Your Hand for the Rest of Life" (余生只想握紧你的手) | OST de "To Dear Myself"                                              |                                                  |
| 2020 | Talking About Love (你说爱情啊)                                        | Tema musical de "Young and Beautiful" (我的漂亮朋友)                 |                                                  |
| 2020 | Tide (浪)                                                              | Tema musical de "Tientsin Mystic 2" (河神2)                          |                                                  |
| 2020 | Please Be Happy for Me (要替我幸福)                                    | OST de "My Love, Enlighten Me" (暖暖,请多指教)                       |                                                  |
| 2020 | Bid Farewell (断缘诀)                                                  | Tema musical de "God of Lost Fantasy" (太古神王)                     |                                                  |
| 2020 | It Is Not That Difficult (没那么难)                                    | OST de "The Best of You in My Mind" (全世界最好的你)                 |                                                  |
| 2020 | The Moment I Met You (当遇见你)                                        | OST de "Skate Into Love" (冰糖炖雪梨)                                |                                                  |
| 2019 | Precept (戒)                                                           | Tema de "Hot-blooded Youth"                                          |                                                  |
| 2019 | The Legendary Man (带风的少年)                                         | Tema de "Hot-blooded Youth"                                          | junto a Huang Zitao                              |
| 2019 | Where Is the Lonely Man (孤独的人在哪里)                               | OST de "Penguin Highway"                                             |                                                  |
| 2019 | -                                                                      | Canción del Tráiler de "Penguin Highway"                             | (versión china)                                  |
| 2019 | Pretend (装模做样)                                                     | Tema de "A Trip to Encounter Love" (一场遇见爱情的旅行)              |                                                  |
| 2019 | Friendship Days (友情岁月)                                             | Canción del Tráiler de "Change of Gangster" (转型团伙)               | junto a Frances Ng                               |
| 2019 | Would Rather (宁愿)                                                    | Canción de "The Knight of Shadows Between Yin and Yang" (神探蒲松龄) | (canción del tráiler)                            |
| 2019 | Promise (如约)                                                         | OST de "Line Walker 2: Invisible Spy"                                |                                                  |
| 2018 | My Way is My Tao (我行即我道)                                          | Tema musical de "Demi-Gods and Semi-Devils" (天龙八部)               | (videojuego)                                     |
| 2018 | Adventurer (探险家)                                                    | Tráiler chino para "Alpha" (阿尔法：狼伴归途)                        | (película)                                       |
| 2018 | Willing to go on Adventures for You (愿意为你去冒险)                   | OST de "Eagles and Youngster" (天坑鹰猎)                             |                                                  |
| 2018 | Love Song 1910 (恋语1910)                                              | OST de "Shanghai Picked Flowers" (十年阳光十年华)                    |                                                  |
| 2018 | How Much Love Can Be Repeated (有多少爱可以重来)                       | OST de "Ash Is Purest White"                                         | (película)                                       |
| 2018 | Toast The Wine (让酒)                                                  | OST de "Tomb of the Sea" (沙海)                                      |                                                  |

## Premios y nominaciones
| Año  | Categoría                     | Premio                      | Trabajo           | Resultado |
| ---- | ----------------------------- | --------------------------- | ----------------- | --------- |
| 2020 | Media Recommended Album       | Chinese Top Ten Music Award | Ten               | Ganó      |
| 2020 | National Recommended Singer   | Chinese Top Ten Music Award | Ten               | Ganó      |
| 2020 | Performing Artist of the Year | Chinese Top Ten Music Award | Ten               | Ganó      |
| 2019 | Best Newcomer in a TV Series  | iQIYI TV and Movie Award    | Hot-blooded Youth | Ganó      |
| 2019 | Best New Artist               | Chinese Top Ten Music Award | -                 | Ganó      |
| 2019 | Internet Influence Honor      | Chinese Top Ten Music Award | -                 | Ganó      |
| 2019 | Media Recommended OST         | Chinese Top Ten Music Award | Toast The Wine    | Ganó      |